# John Bowie
John Bowie (Columbus, 11 maggio 1984) è un ex giocatore di football americano statunitense che gioca nei Cleveland Browns.

## Nella NFL
Stagione 2007
È sceso in campo per la prima volta in una partita ufficiale l'11 novembre contro i Chicago Bears. Ha giocato 2 partite di cui nessuna da titolare facendo un solo tackle.
Stagione 2008
Si è fatto male al ginocchio ed è stato messo il 25 agosto sulla lista infortunati, finendo subito la stagione.
Stagione 2009
Il 30 settembre è stato messo sulla lista infortunati a causa di una distorsione seria ai legamenti del ginocchio. Il 25 novembre è stato svincolato.
Stagione 2010
Il 12 febbraio firma un contratto con i Cleveland Browns per eventuali trattative future. 

## Vittorie e premi
Nessuno.